# Eremocosta spinipalpis
Eremocosta spinipalpis är en spindeldjursart som först beskrevs av Kraepelin 1899.  Eremocosta spinipalpis ingår i släktet Eremocosta och familjen Eremobatidae. Inga underarter finns listade i Catalogue of Life.